# 錦岡牧場
株式会社錦岡牧場（にしきおかぼくじょう）は、北海道新冠郡新冠町に本場を置く競走馬の生産・育成牧場。
創業者一族の名義で馬主でもある（オーナーブリーダー）。屋号「やまにんべん」を短縮した「ヤマニン」という冠名を使用している。

## 概要
1955年、土井商事社長の土井重雄が北海道苫小牧市錦岡に39ヘクタールの土地を購買し、錦岡牧場を創設。生産馬の多くは土井の所有馬として走り、1972年にヤマニンウエーブが天皇賞（秋）に優勝、八大競走を初制覇した。1979年より牧場を新冠町に移転し、これに伴い土井睦秋が経営を後継する。この頃より一時生産馬が低迷するが、ビッグレッドファーム、社台グループ、メジロ牧場などの協力により経営・生産ノウハウを確立し、1980年代後半頃より再び活躍馬を輩出、1993年には生産馬ヤマニンゼファーが3つの年度表彰タイトルを受賞した。
1973年に静内町に設立されていた同族のヤマニンベン牧場を、2001年に吸収統合。同場の最終世代からは2003年度のJRA賞最優秀2歳牝馬ヤマニンシュクルが生まれ、一族としてゼファー以来10年振りのGI競走優勝を果たしている。
2016年6月11日に睦秋が死去。現在は妻の久美子が後を継ぎ代表に就任している。なおかつては「株式会社錦岡牧場」として日本中央競馬会（JRA）に馬主登録されていたが、2021年末に久美子の個人名義に変更された。勝負服の柄はいずれも青、赤袖。

## 主な生産馬

### 苫小牧市産
- ヤマニンウエーブ（1967年産 天皇賞・秋、京都記念・秋）
- ヤマニンゴロー（1974年産 高松宮杯）
- ヤマニンスキー（1975年産 種牡馬。ヤエノムテキ、ライトカラー等の父）

### 新冠町産
- ヤマニンファルコン（1983年産 デイリー杯3歳ステークス）
- ヤマニンアーデン（1984年産 シンザン記念）
- ヤマニンシアトル（1987年産 愛知杯）
- ヤマニンゼファー（1988年産 安田記念2回、天皇賞・秋、京王杯スプリングカップ）
- ヤマニンミラクル（1989年産 京成杯3歳ステークス）
- ヤマニンアビリティ（1991年産 京成杯3歳ステークス）
- ヤマニンアリーナ（1992年産 クローバー賞）
- ヤマニンリスペクト（1997年産 函館記念）
- ヤマニンセラフィム（1999年産 京成杯）
- ヤマニンアラバスタ（2001年産 新潟記念、府中牝馬ステークス）
- ジョリーダンス（2001年産 阪神牝馬ステークス2回）
- ヤマニンメルベイユ（2002年産 中山牝馬ステークス、クイーンステークス）
- ヤマニンエマイユ（2003年産 NSTオープン、オーロカップ）
- ヤマニンキングリー（2005年産 札幌記念、中日新聞杯、シリウスステークス）
- イコピコ（2006年産 神戸新聞杯）
- ヤマニンウイスカー（2006年産 キャピタルステークス）
- ハノハノ（2008年産 京洛ステークス）
- ヤマニンサルバム（2019年産 中日新聞杯、新潟大賞典）
- ヤマニンウルス（2020年産 プロキオンステークス、東海ステークス）
- ヤマニンアルリフラ（2021年産 北九州記念）
- ヤマニンチェルキ(2022年産　北海道スプリントカップ)

### ヤマニンベン牧場産
- ヤマニンフォックス（1988年産 中日新聞杯）
- ヤマニングローバル（1989年産 デイリー杯3歳ステークス、目黒記念、アルゼンチン共和国杯）
- ヤマニンアクロ（1996年産 共同通信杯4歳ステークス）
- ヤマニンシュクル（2001年産 阪神ジュベナイルフィリーズ、中山牝馬ステークス）

## 主な繋養馬

### 繁殖牝馬
※錦岡牧場生産ではない馬のみ列記する。
- ティファニーラス（2005年死亡）
- ワンオブアクライン（1988年オークリーフステークス優勝馬。2008年用途変更）
- ヤマニンパラダイス（2018年死亡）

## 主な所有馬
- イコピコ
- ハノハノ